# Piaseczno

Piaseczno är en stad i Masoviens vojvodskap nära Warszawa i Polen. Staden ligger sydväst om Warszawa, och var åren 1975-1999 belägen i Warszawa vojvodskap.